# Pseudochromis pylei
Pseudochromis pylei is een straalvinnige vissensoort uit de familie van dwergzeebaarzen (Pseudochromidae). De wetenschappelijke naam van de soort is voor het eerst geldig gepubliceerd in 1989 door Randall & McCosker.